# Hemileuca neumoegeni
Hemileuca neumoegeni är en fjärilsart som beskrevs av H.Edwards 1881. Hemileuca neumoegeni ingår i släktet Hemileuca och familjen påfågelsspinnare. Inga underarter finns listade i Catalogue of Life.